# 10 Greatest Coaches in NBA History
Die 10 Greatest Coaches in NBA History (deutsch: die zehn besten Trainer der NBA-Geschichte, auch: Top 10 Coaches in NBA History) wurden von akkreditierten Journalisten der Druck- und Rundfunkmedien parallel zur Auswahl der 50 Greatest Players in NBA History im Rahmen der Feierlichkeiten zum 50. Jubiläum der National Basketball Association (NBA) ohne Rangwertung gewählt. NBA-Commissioner David Stern verlas die Liste am 29. Oktober 1996 im Grand Hyatt New York, dem ehemaligen Standort des Commodore Hotels, wo die ursprünglichen BAA-Gründungsverträge am 6. Juni 1946 unterzeichnet worden waren. Diese Verlesung war der Auftakt zu Feiern zum Ligenjubiläum über den Zeitraum der gesamten Saison.
Alle zehn Coaches waren zum Zeitpunkt der Wahl noch am Leben und sechs noch aktiv. Lenny Wilkens ist der einzige aus dieser Auswahl, der sowohl unter die 10 Greatest Coaches in NBA History als auch unter die 50 Greatest Players in NBA History gewählt wurde.

## Die Liste
Siegesbilanz in kursiver Schrift – Siegesbilanz und -quote zum Zeitpunkt der Wahl

Hall of Fame – Jahr der Aufnahme in die Naismith Memorial Basketball Hall of Fame als Coach
| Name                     | Teams und Spielzeiten | Spiele | Siegesbilanz              | Quote  | NBA-Titel                                       | Coach of the Year Award | All-Star-Games                    | Hall of Fame | Quelle |
| ------------------------ | --- | ------ | ------------------------- | ------ | ----------------------------------------------- | ----------------------- | --------------------------------- | ------------ | ------ |
| Red Auerbach (1917–2006) | Washington Capitols (1946–1949) Tri-Cities Blackhawks (1949/50) Boston Celtics (1950–1966) | 1417   | 0938—4790                 | (.662) | 090 (1957, 1959–1966)                           | 1 (1965)                | 11 (1957–1967)                    | 1969         |        |
| Chuck Daly (1930–2009)   | Cleveland Cavaliers (1982) Detroit Pistons (1983–1992) New Jersey Nets (1992–1994) Orlando Magic (1997–1999) | 1075   | 0638—4370 476—303 (.611)  | (.593) | 020 (1989, 1990)                                | 0–0                     | 010 (1990)                        | 1994         |        |
| Bill Fitch (1934–2022)   | Cleveland Cavaliers (1970–1979) Boston Celtics (1979–1983) Houston Rockets (1983–1988) New Jersey Nets (1989–1992) Los Angeles Clippers (1994–1998)                                                                          | 2050   | 0944—1106 891—949 (.482)  | (.460) | 010 (1981)                                      | 2 (1976, 1980)          | 010 (1982)                        | 2019         |        |
| Red Holzman (1920–1998)  | Milwaukee und St. Louis Hawks (1954–1956) New York Knickerbockers (1967–1982) | 1299   | 0696—6030                 | (.536) | 020 (1970, 1973)                                | 1 (1970)                | 020 (1970, 1971)                  | 1986         |        |
| Phil Jackson (* 1945)    | Chicago Bulls (1989–1998) Los Angeles Lakers (1999–2003, 2005–2011) | 1640   | 1155—4850 414—173 (.705)  | (.704) | 11 (1991–1993, 1996–1998, 2000–2002, 2009–2010) | 1 (1996)                | 040 (1992, 1996, 2000, 2009)      | 2007         |        |
| John Kundla (1916–2017)  | Minneapolis Lakers (1948–1959) | 0725   | 0423—3020                 | (.583) | 050 (1949, 1950, 1952–1954)                     | 0–0                     | 040 (1951–1954)                   | 1995         |        |
| Don Nelson (* 1940)      | Milwaukee Bucks (1976–1987) Golden State Warriors (1988–1995) New York Knickerbockers (1995/96) Dallas Mavericks (1997–2005) Golden State Warriors (2006–2010)                                                               | 2398   | 1335—1063 794—629 (.558)  | (.557) | 0–0                                             | 3 (1983, 1985, 1992)    | 020 (1992, 2002)                  | 2012         |        |
| Jack Ramsay (1925–2014)  | Philadelphia 76ers (1968–1972) Buffalo Braves (1972–1976) Portland Trail Blazers (1976–1986) Indiana Pacers (1986–1988) | 1647   | 0864—7830                 | (.525) | 010 (1977)                                      | 0–0                     | 010 (1978)                        | 1992         |        |
| Pat Riley (* 1945)       | Los Angeles Lakers (1981–1990) New York Knickerbockers (1991–1995) Miami Heat (1995–2003), (2005–2008) | 1904   | 1210—6940 798—339 (.702)  | (.636) | 050 (1982, 1985, 1987, 1988, 2006)              | 3 (1990, 1993, 1997)    | 090 (1982, 1983, 1985–1990, 1993) | 2008         |        |
| Lenny Wilkens (* 1937)   | Seattle SuperSonics (1969–1972) Portland Trail Blazers (1974–1976) Seattle SuperSonics (1977–1985) Cleveland Cavaliers (1986–1993) Atlanta Hawks (1993–2000) Toronto Raptors (2000–2003) New York Knickerbockers (2003–2005) | 2487   | 1332—1155 1014—850 (.544) | (.536) | 010 (1979)                                      | 1 (1994)                | 040 (1979, 1980, 1989, 1994)      | 1998         |        |